# Índice de la casa
El índice de la casa (IC) es un valor numérico que especifica el porcentaje de viviendas infestadas con larvas y/o crisálidas del mosquito transmisor del dengue.
El IC es el de uso más generalizado para la distribución de medición de la población larvaria. Es el índice más rápido y simple para examinar la población larval. Puede ser utilizado para proporcionar una indicación rápida de la distribución del mosquito en un área determinada. En las Islas Caimán este índice se ha utilizado para determinar rápidamente el grado de nuevas infestaciones del Aedes aegypti y para dirigir el foco de esfuerzos del control. Sus defectos son que no tiene en cuenta el número de envases positivos por yarda ni la productividad de esos envases.

## Razón
La razón es:
- IC = (# de casas infestadas * 100 / # de casas inspeccionadas)